# Джиен-Софу (Красногвардейский район)
Джие́н-Софу́ (укр. Джієн-Софу, крымскотат. Ciyen Sofu, Джиен Софу) — исчезнувшее село в Красногвардейском районе Республики Крым, располагавшееся на северо-западе района, в степной части Крыма, примерно в 3,5 км км западу от села Карповка.

## История
Первое документальное упоминание села встречается в Камеральном Описании Крыма… 1784 года, судя по которому, в последний период Крымского ханства Джин Софу входил в Караул кадылык Перекопского каймаканства.
После присоединения Крыма к России (8) 19 апреля 1783 года, (8) 19 февраля 1784 года, именным указом Екатерины II сенату, на территории бывшего Крымского Ханства была образована Таврическая область и деревня была приписана к Перекопскому уезду. После Павловских реформ, с 1796 по 1802 год, входила в Перекопский уезд Новороссийской губернии. По новому административному делению, после создания 8 (20) октября 1802 года Таврической губернии, Джиен-Софу был включён в состав Кучук-Кабачской волости Перекопского уезда.
По Ведомости о всех селениях в Перекопском уезде состоящих с показанием в которой волости сколько числом дворов и душ… от 21 октября 1805 года в деревне Джиен-Софу числилось 29 дворов, 209 крымских татар и 15 цыган. На военно-топографической карте генерал-майора Мухина 1817 года в деревне Ейнсупу — 27 дворов. После реформы волостного деления 1829 года деревню, согласно «Ведомости о казённых волостях Таврической губернии 1829 года», отнесли к Агъярской волости. На карте 1836 года в деревне 28 дворов, как и на карте 1842 года.
В 1860-х годах, после земской реформы Александра II, деревню включили в состав Айбарской волости. В «Списке населённых мест Таврической губернии по сведениям 1864 года», составленном по результатам VIII ревизии 1864 года, Джиен-Софу — владельческая татарская деревня с 7 дворами, 33 жителями и мечетью при балке Карауле. По обследованиям профессора А. Н. Козловского начала 1860-х годов, вода в колодцах деревни была пресная, а их глубина составляла 10—15 саженей (21—32 м). На трёхверстовой карте Шуберта 1865—1876 года обозначен Джиен-Софу (Ногаева) с 15 дворами. В «Памятной книге Таврической губернии 1889 года» по результатам Х ревизии 1887 года записана Джиен-Софу Григорьевской волости, с 4 дворами и 26 жителями.
После земской реформы 1890 года деревню отнесли к Александровской волости, но в «…Памятной книжке Таврической губернии на 1892 год» она не числится, а в «…Памятной книжке Таврической губернии на 1900 год» записаны 2 одноимённые деревни: одна со 185 жителями в 18 дворах, другая — 208 жителей и 50 дворов. По Статистическому справочнику Таврической губернии. Ч.II-я. Статистический очерк, выпуск пятый Перекопский уезд, 1915 год, в деревне Джиен-Софу Александровской волости Перекопского уезда числилось 12 дворов (1 двор с землёй, 11 — безземельные) с татарским населением в количестве 36 человек приписных жителей и 19 — «посторонних», из которых 31 мужчина и 24 женщины. Жители владели 882 десятинами удобной земли. В хозяйствах имелось 40 лошадей, 6 волов, 16 коров и 600 голов мелкого скота.
После установления в Крыму Советской власти и учреждения 18 октября 1921 года Крымской АССР, в составе Джанкойского уезда был образован Курманский район, в состав которого включили село. В 1922 году уезды получили название округов. 11 октября 1923 года, согласно постановлению ВЦИК, в административное деление Крымской АССР были внесены изменения, в результате которых был ликвидирован Курманский район и село включили в состав Джанкойского. Согласно Списку населённых пунктов Крымской АССР по Всесоюзной переписи 17 декабря 1926 года, в селе Джиен-Софу Акчоринского (русского) сельсовета Джанкойского района, числилось 9 дворов, все крестьянские, население составляло 51 человек, из них 46 татар, 4 украинцев и 1 немец. Постановлением Президиума КрымЦИКа «Об образовании новой административной территориальной сети Крымской АССР» от 26 января 1935 года был создан немецкий национальный (лишённый статуса национального постановлением Оргбюро ЦК КПСС от 20 февраля 1939 года) Тельманский район (с 14 декабря 1944 года — Красногвардейский) и село включили в его состав. В последний раз селение встречается на двухкилометровке РККА 1942 года.

### Динамика численности населения
| - 1805 год — 224 чел. - 1864 год — 33 чел. - 1889 год — 26 чел. | - 1900 год — 208 чел. - 1915 год — 36/19 чел. - 1926 год — 51 чел. |